# 老年

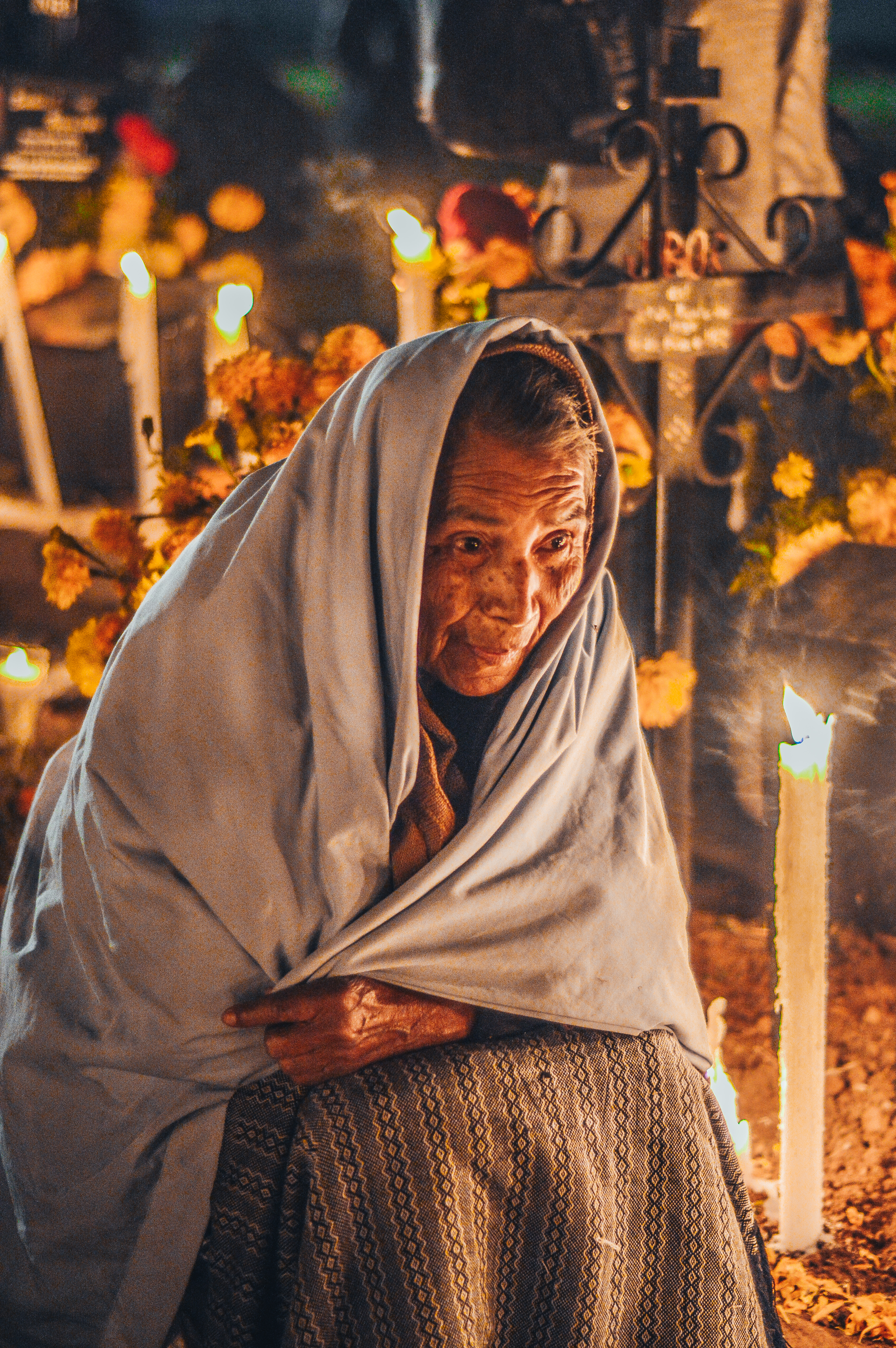

老年（英語：Old age），一般指花甲子之年（約60歲虛數的年齡）。生物的生命周期一个阶段，即兒童、青少年、中年、老年到死亡的之後这一段时间，生物学上可以指接近当前时代的预期寿命的年龄。
人類老化的速率從未改變，現代人跟古人老得一樣快。一篇2021年的研究指出，從古至今，人類老化的速度從未改變，而人類平均壽命延長，主要是因為嬰幼兒死亡率降低所致。
由于世界各地对老年的定义都稍有不同，目前学界对老年的具体年龄段没有定论。另2011年，联合国提出了一项专门保护老年人的人权法案。

## 老年人

### 定义
不同的文化圈对于老年人有着不同的定义。由于生命的周期是一个渐变的过程，壮年到老年的分界线往往是很模糊的。有些人认为做了祖父祖母就是进入了老年，有的人认为退休是进入老年的一个标志。
世界卫生组织（WHO）及西方一些发达国家对老年人的定义为60周岁以上的人群。中国古代曾将50岁作为划分。台灣對老年人的定義為65周歲以上的人群。

### 称谓
中国传统上对于老年人的高龄有些褒揚的称谓。
- 60岁：耳顺之年[6]、花甲子之年[7]、耆[]艾：古称六十岁的人为“耆”。下寿：古人以六十为下寿。
- 61岁：还曆寿。[8]
- 70岁：从心之年、古稀之年[9]：悬车之年、杖围之年。中寿：七十为中寿。耄[]：70岁。[10]
- 77岁：喜寿。[11]
- 80岁：朝枚之年、朝枝之年、耄耋之年、伞寿。[12]耋[]：指八九十岁的年纪。[13][14][15]中寿：指80岁以上。
- 88岁：米寿。[16]
- 90岁：上寿：九十为上寿。
- 99岁：白寿，指99岁，百少一为99，故借指99岁。
- 100岁：期颐：指百岁高寿。[17]
- 108岁：茶寿：茶字上面廿，下面为八十八，二者相加得108岁。

### 特征
一般来讲进入老年的人生理上会表现出新陈代谢放缓、抵抗力下降、生理机能下降等特征。头发、眉毛、胡须变得花白也是老年人最明显的特征之一。

### 对待老人的态度
現代世界上各个文化圈均提倡对于老人的善待，中日韩等东亚国家传统上要求晚辈侍奉长辈，称为孝道。另一方面，从古至今，人类也会因为各种各样的原因而歧视老人，遗弃老人甚至虐待老人，在遠古時有些民族甚至有「棄老」的習俗。目前各國針對老人生活食衣住行上的需求的照護，以及對於老人（長者）的看護，各種老人福利設施，成立老人相互照護團體，不老社團（health senior group）、長期照護、優待等，使老人有自己的朋友生活圈，並且於年老時能活得更有尊嚴。

### 人口老化
全球 60 歲及以上的人口數量從 1980 年的 3.82 億攀升至 2017 年的 9.62 億，預計到 2050 年將增至 21 億。

### 老人住房
老人住房的建築設計應解決居住空間的佈局和設計以及房間、固定裝置和家具之間的距離。充足的空間支持老年人的活動，改善他們的健康和身體機能。儘管住宅單元內的距離較短有助於他們的活動，但有限的空間限制了輪椅使用者。根據 Bogataj、McDonnell的說法，無障礙設施管理（例如建築物、通信和交通設施）有助於老年人實現和維持積極的老年生活。其中包括在建築物中使用適當的顏色來增強老年人的活動和情緒，從而抵消感官障礙，同時良好的光度對比有助於視力敏銳度。考慮到脊柱彎曲和活動範圍有限，可以將固定裝置和配件（例如櫥櫃）設計為適合老年人的適當可調節高度。 Leung, Famakin 斷言安老院舍應該有額外的設施，例如防滑地板和扶手。

## 老人圖集

老伯肖像畫
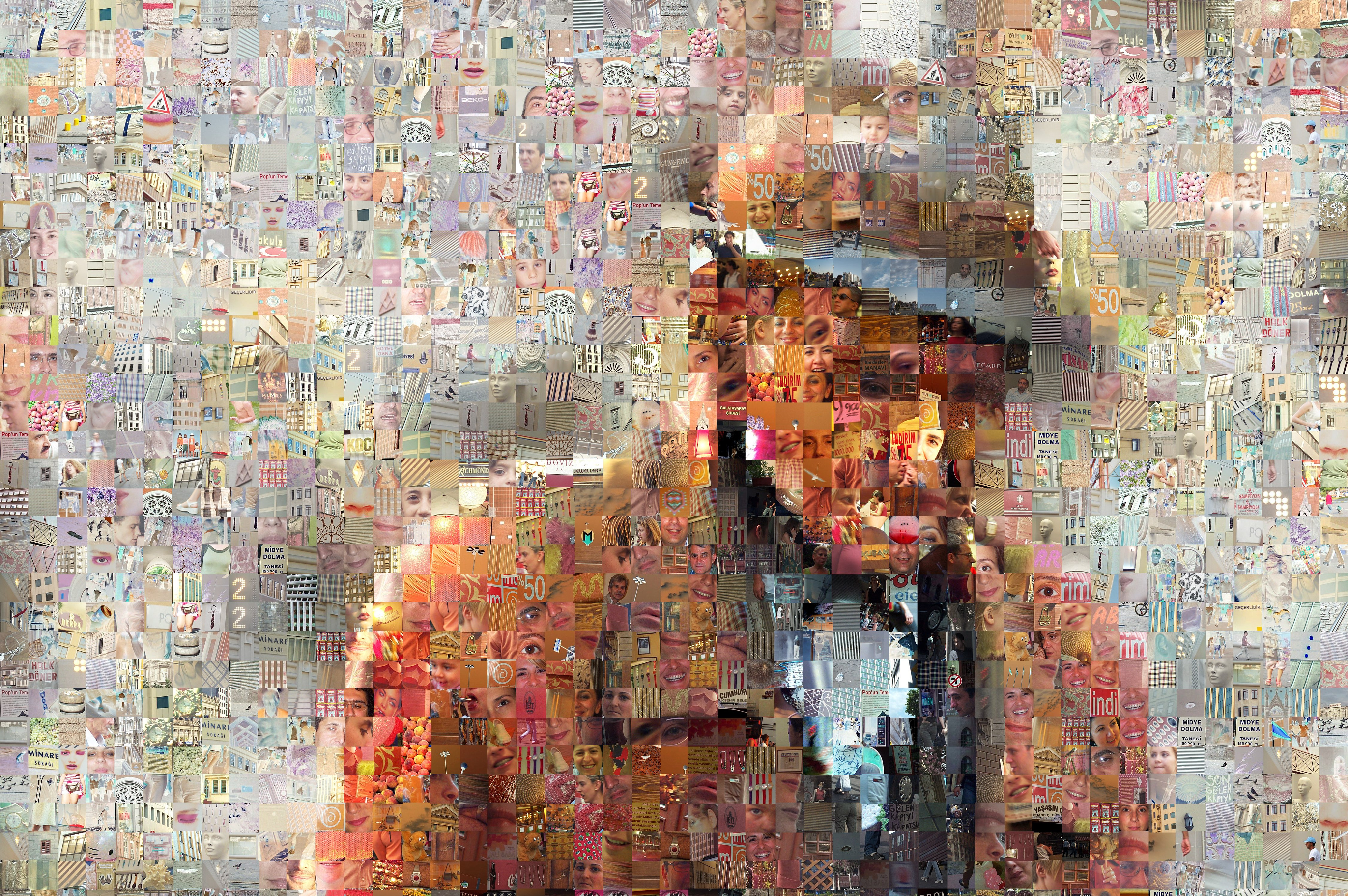
老年人的拼圖
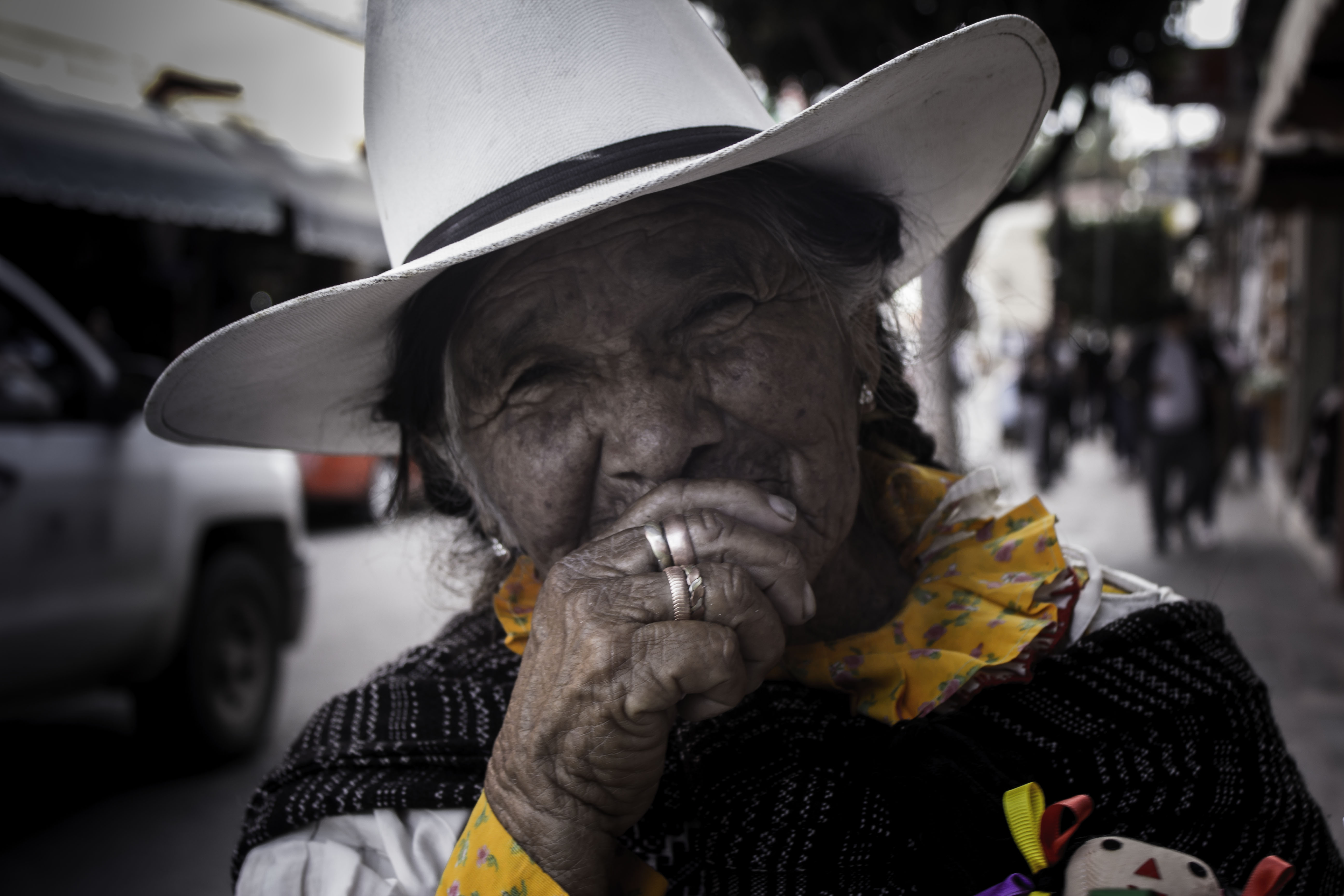
一名墨西哥的老婦
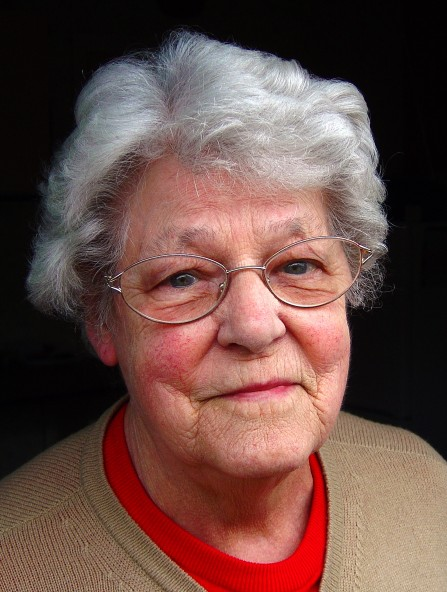
一位來自英國的老婦
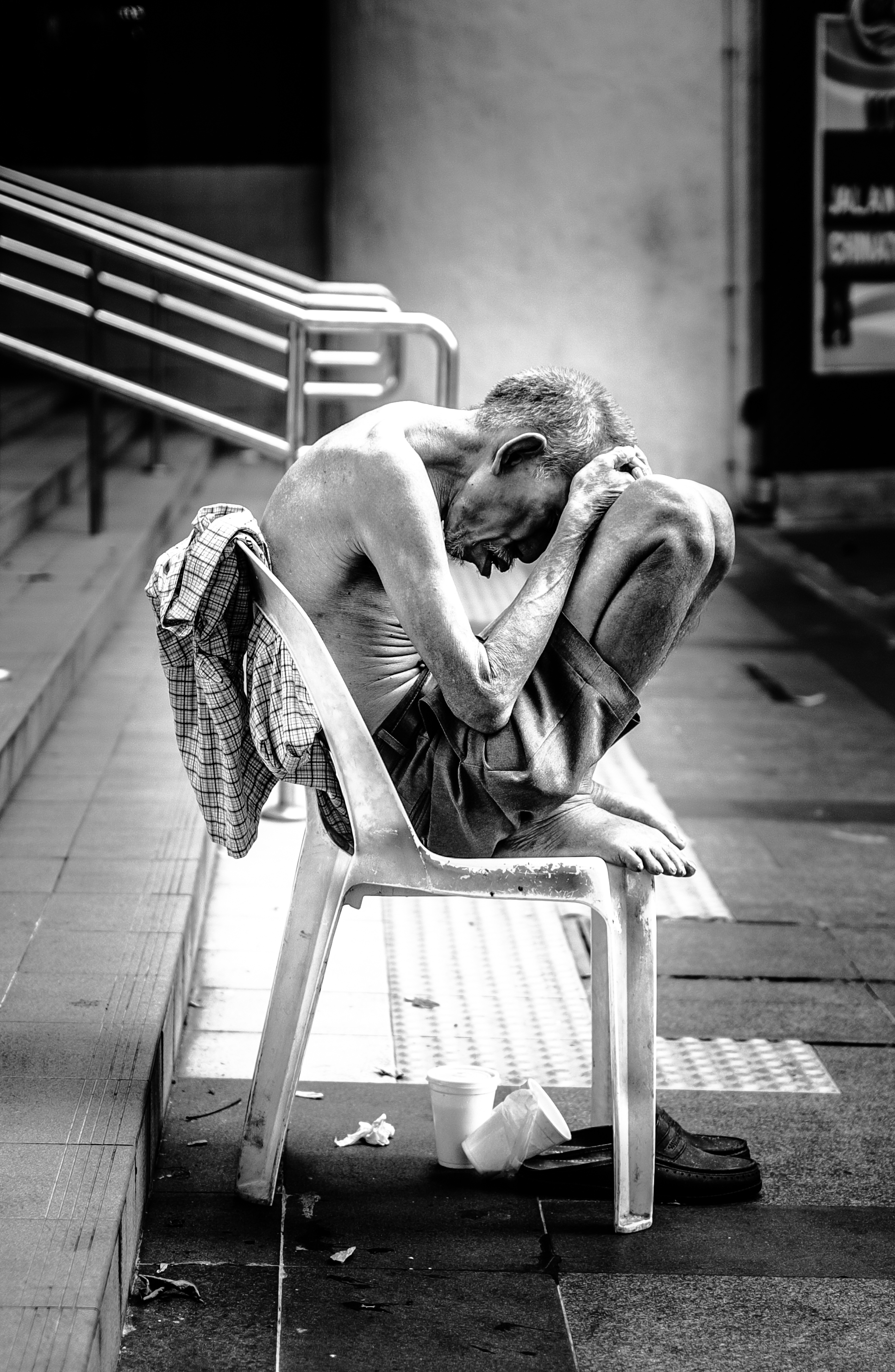
華裔老伯
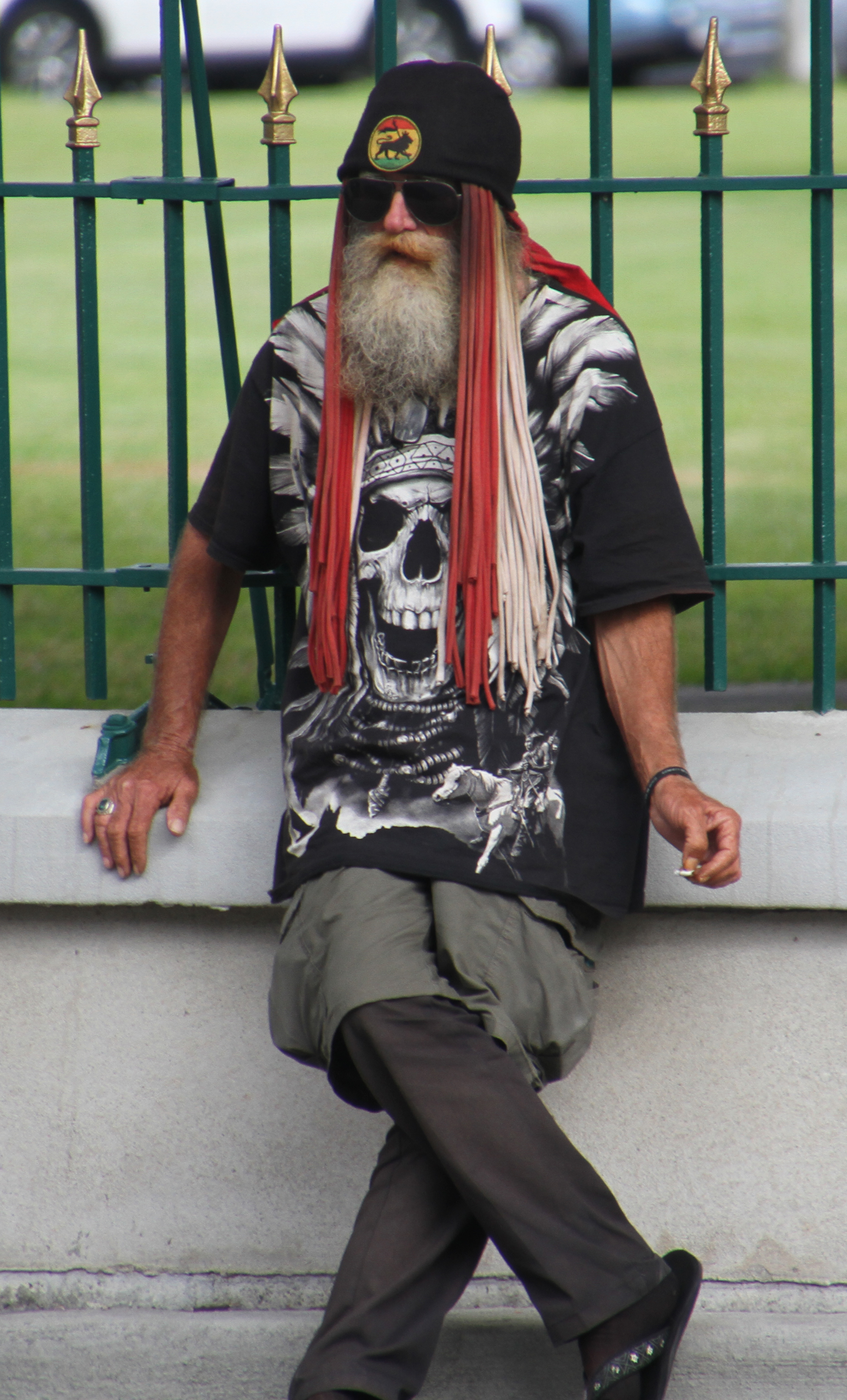
一個白人老伯
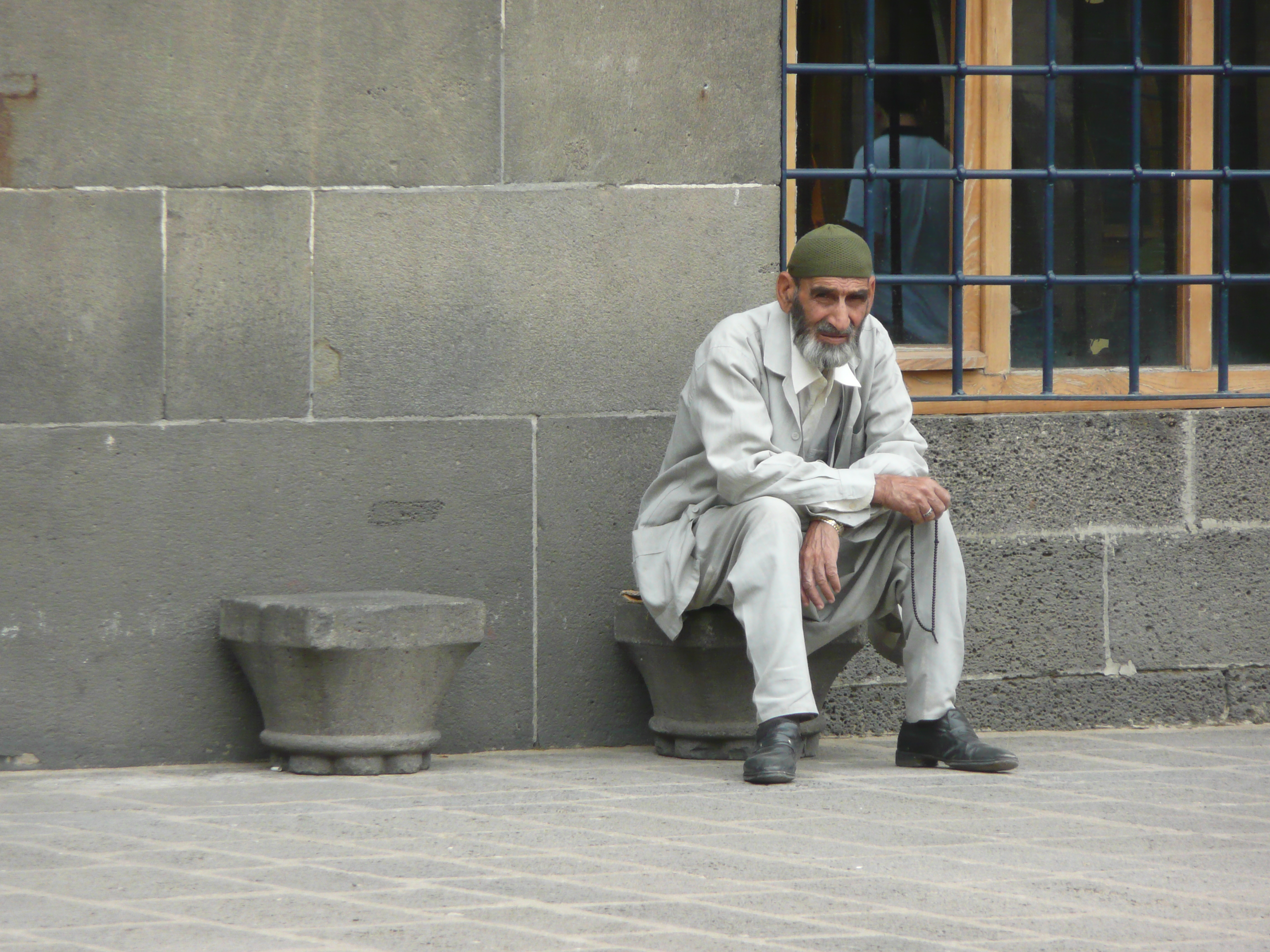
一個南亞裔老伯